# HD33478
HD33478 — хімічно пекулярна зоря спектрального класу A3, що має видиму зоряну величину в смузі V приблизно  8,3.
Вона  розташована на відстані близько 1907,3 світлових років від Сонця.